# Mastrils
Mastrils foi uma comuna da Suíça, no Cantão Grisões, com cerca de 537 habitantes. Estendia-se por uma área de 8,00 km², de densidade populacional de 67 hab/km². Confinava com as seguintes comunas: Bad Ragaz (SG), Igis, Maienfeld, Pfäfers (SG), Untervaz, Zizers.
A língua oficial nesta comuna era o Alemão.

## História
Em 1 de janeiro de 2012, passou a formar parte da nova comuna de Landquart.